# Palazzo Rinuccini (via de' Cimatori)
L'antico palazzo Rinuccini si trova in via de' Cimatori angolo piazza de' Cerchi a Firenze ed è uno dei più antichi palazzi della famiglia.
Si tratta di un palazzo di forma pressoché cubica, con un bugnato regolare al pian terreno e una fila di sporti in pietra su piazza de' Cerchi (già piazza de' Rinuccini). I portali che vi si aprono erano occupati da fondaci e tutt'oggi vi hanno sede attività commerciali tra le quali un ristorante. Al primo piano, oltre la cornice marcapiano, si trovano delle bifore incorniciate in pietra forte e il bugnato è accennato dal graffito. Al secondo invece è presente solo l'intonaco, secondo la digradanza di spessore del bugnato tipica dell'architettura civile rinascimentale di Firenze.
Nel palazzo visse Ottavio Rinuccini, che è ricordato da una targa. Anticamente il palazzo e la famiglia davano anche il nome alla piazzetta che era conosciuta come piazza dei Rinuccini e solo nel XIX secolo intitolata ai Cerchi, che avevano vari possedimenti nella zona.